# Bassui Tokushō
Bassui Tokushō (chữ Hán: 拔隊得勝, âm Hán Việt: Bạt Đội Đắc Thắng), 1327-1387, là một vị Thiền sư Nhật Bản lỗi lạc, thuộc tông Lâm Tế, dòng Tâm Địa Giác Tâm (zh. 心地覺心, ja. shinchi kakushin), kế thừa Thiền sư Cô Phong Giác Minh (zh. 孤峰覺明, ja. kohō kakumyō).
Cách hoằng hoá và hệ thống hoá Thiền của Sư có những điểm rất giống với một vị Thiền sư Nhật không kém danh tiếng sau này là Bạch Ẩn Huệ Hạc. Điểm xuất phát đi tìm Đạo của Sư chính là sự nghi ngờ, sau được Thiền sư Bạch Ẩn gọi là Đại nghi đoàn (ja. dai-gidan), "một khối nghi lớn".
Cái khối nghi lớn này bắt đầu theo đuổi lúc Sư lên sáu, khi Sư đang chăm chú theo dõi một Thiền tăng thực hiện nghi lễ cúng cầu siêu cho cha mình mất trước đó ba năm. Nhìn thấy những vật cúng trên bàn thờ, Sư hỏi vị tăng: "Cha con đã chết, không còn hình tướng thì sao đến ăn được?" Vị tăng đáp: "Mặc dù thân thể đã tiêu huỷ nhưng linh hồn vẫn đến nhận vật cúng dường". Sư kết luận rằng, trong thân mình cũng có một linh hồn và bắt đầu tư duy về hình thái của linh hồn này. Mối nghi này không để Sư yên tâm và cũng vì vậy Sư được vài lần nếm vị giác ngộ qua phương pháp tu tập thiền định.
Năm 28 tuổi, Sư xuất gia nhập môn, nhưng không sống trong chùa vì những thói quen, nghi lễ rườm rà và sự sống an nhàn ở đây không thích hợp với nếp sống và chủ trương của Sư. Trong những cuộc Hành cước Sư nhất định không tạm trú ở thiền đường nào dù chỉ là một đêm, chỉ trú trong một túp lều trên núi đồi hoang vắng để có điều kiện tu tập thiền định từng giờ từng phút. Để kháng cự lại sự buồn ngủ, Sư thường leo lên cành cây ngồi và tập trung quán công án "Ai là ông chủ?" bất chấp cả gió mưa, quên cả ăn ngủ. Sáng sớm Sư xuống thiền đường để tham kiến các Thiền sư. Dưới sự hướng dẫn của Thiền sư Cô Phong, Sư tìm được chỗ an trú của tâm. "Tất cả những văn tự, tin tưởng trước đây đã bị ngọn lửa giác ngộ thiêu đốt hoàn toàn" và đại nghi của Sư đã chấm dứt. Sư được Cô Phong ban cho pháp danh "Bạt Đội" - nghĩa là vượt qua bọn phàm phu tầm thường.
Sau khi được truyền tâm ấn, Sư tiếp tục lang thang đây đó và nhiều lần từ chối thu nhận đệ tử. Mãi đến năm 50 tuổi Sư mới dừng bước ở một am nhỏ trên núi và những người tham học bốn phương sau đến đông đúc. Cuối cùng Sư chấp nhận sự cầu thỉnh của nhiều người, trụ trì một thiền đường. Trước khi qua đời Sư ngồi kết già và nói với những đệ tử xung quanh: "Các người đừng để bị lừa! Xem rõ đây! Cái gì?" Sư lặp lại câu này và viên tịch, thọ 60.
Sư để lại không nhiều tác phẩm nhưng những pháp ngữ và thư của Sư viết cho những đệ tử có sức mạnh hùng hồn, sâu sắc. Trong một lá thư, Sư viết cho một "Nam nhi ở Kumasaka":
"Tất cả những hiện tượng là cuồng điên, không có thật. Chư Phật và chúng sinh là những phản chiếu trên mặt nước. Ai không nhìn thấy được bản tính thì cho rằng phản ánh là sự thật. Và cũng như vậy, trạng thái yên tĩnh của Không đạt được nhờ sự quán tưởng cứ bị lầm là thật. Nó cũng chỉ là ảnh phản chiếu. Phải vượt qua giai đoạn nhận thức lý trí và đạt được trạng thái cao siêu hơn. Nếu không còn nhận thức được gì nữa thì hãy nhìn nó kĩ. Nó là gì? Nó chỉ trở thành người thân khi cây gậy sừng thỏ đã bị gãy và cục sắt đã được đập tan trong lửa. Bây giờ hãy tả xem, ai là bạn thân? Hôm nay là mồng bảy, ngày mai là mười ba".